# Reina regnant

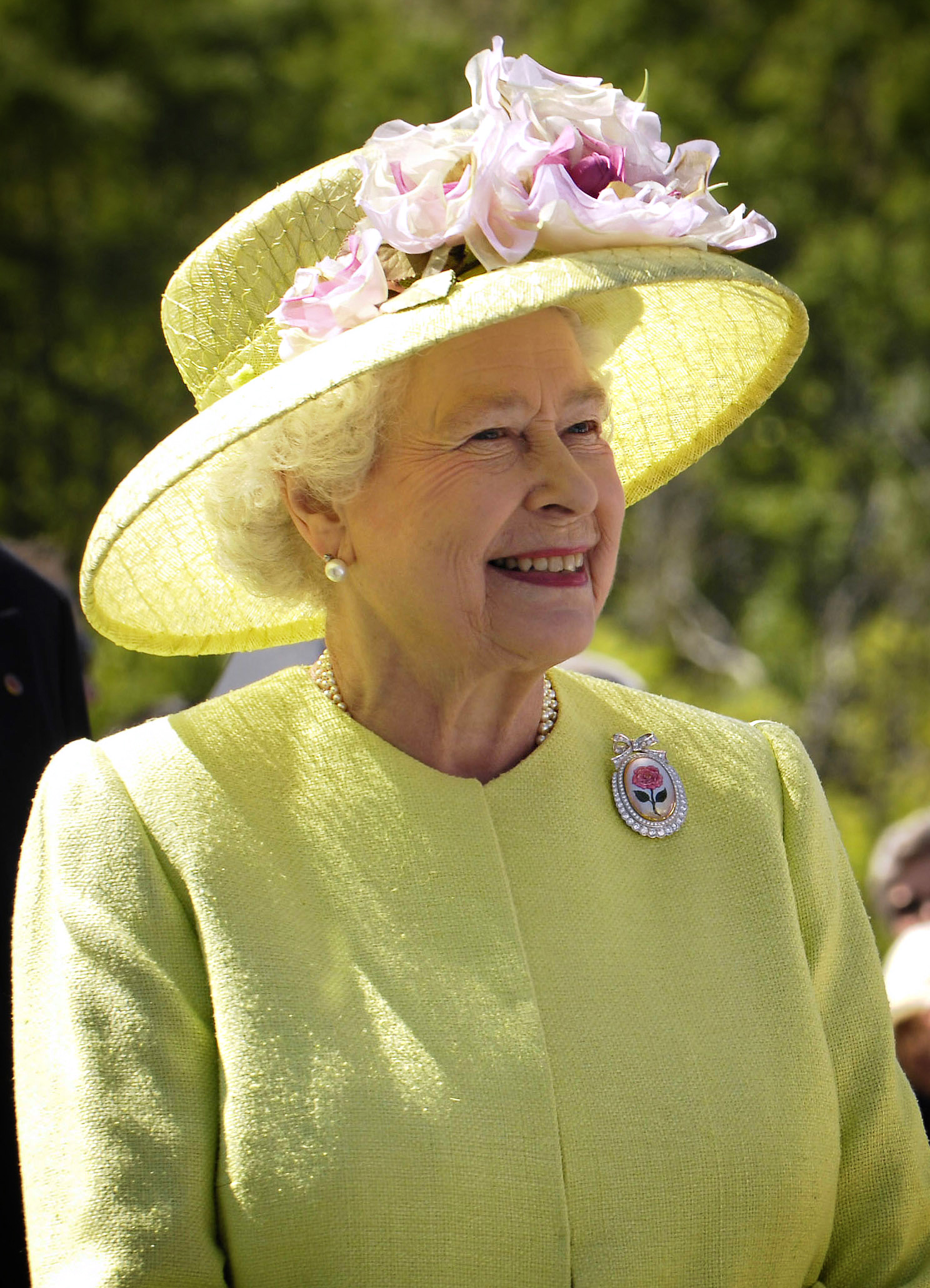
Elisabet II del Regne Unit, una reina regnant a l'actualitat

Una reina regnant és una dona que té per dret propi el títol de monarca en oposició a una reina consort, que ho és per estar casada amb un rei, una reina vídua, quan aquest és mort, una reina mare, si és vídua i el seu fill governa, o una reina regent, que governa temporalment mentre el successor per dret propi és un nen. El marit d'una reina regnant pot no tenir el títol de rei o bé pot tenir el de "rei consort". Una emperadriu regnant és una reina regnant que governa un imperi.
A algunes cultures antigues, com l'antic Egipte, Pèrsia, Bizanci i altres civilitzacions i països d'Europa, Àsia i Oceania, les dones governants tenien el títol en gènere masculí, per exemple "rei", "faraó" o "emperador". I per exemple, ja al segle xiv, Eduvigis de Polònia va ser coronada com a "rei de Polònia". A Europa, des de l'edat mitjana molts regnes van seguir la Llei Sàlica, que excloïa les dones de les línies successòries, i no ha estat fins als segles XX i XXI que alguns països encara monàrquics han permès les dones entrar a la línia successòria, entenent que entre germans és més just que ostenti el títol el més gran que el d'un sexe determinat.
Algunes de les reines regnants popularment més conegudes són Cleòpatra i la reina de Sabà.